# タカラニ・ヌドロブ
タカラニ・ヌドロブ（Takalani Ndlovu、1978年1月11日 - ）は、南アフリカ共和国のプロボクサー。ソウェト出身。元IBF世界スーパーバンタム級王者。

## 来歴
1999年4月28日、プロデビュー。2回TKO勝ち。デビューウェイトはフェザー級だった。
2002年5月31日、アンソニー・テシェイラと南アフリカフェザー王座を賭け対戦。初回46秒高速KO勝ちで王座獲得に成功した。この後5度防衛している。
2003年5月31日、元IBF世界スーパーバンタム級王者ブヤニ・ブングとIBO世界フェザー級王座の指名挑戦権を賭けて対戦し、10回1-2(94-96、94-97、96-95)の判定負けを喫し挑戦権獲得に失敗した。
2004年2月7日、ブヤニ・ブングと9か月振りに対戦。IBO世界フェザー級王座決定戦を行い、12回1-2(113-115、114-115、116-114)の僅差判定負けを喫し接戦ながらも王座獲得に失敗した。
2005年11月4日、初の海外試合でアメリカデビュー。ニューヨーク、ハマースタイン・ボールルームでアーマンド・ゲレーロとIBO世界スーパーバンタム級王座を賭け対戦し、12回大差判定勝ちで王座獲得に成功した。
2006年4月21日、ファビオ・ダニエル・オリバーと対戦し3回57秒KO勝ちで初防衛に成功した。
2006年5月25日、元世界挑戦者ジオバンニ・アンドラーデと対戦。ブラジルのカウンターパンチャーをカウンテッドアウトで葬り2回33秒KO勝ちで2度目の防衛に成功した。
2006年12月1日、リチャード・カスティーヨと対戦し12回2-1の判定勝ちで3度目の防衛とスティーブ・モリターへの挑戦権を獲得した。
2007年7月14日、世界初挑戦でカナダ・オンタリオ州カジノ・ラマにて、IBF世界スーパーバンタム級王者スティーブ・モリターと対戦。左フックでダウンを奪われるとそのままレフェリーストップがかかり試合終了。キャリア初のKO負けとなる9回1分42秒TKO負けを喫し、IBO王座4度目の防衛と王座獲得に失敗した。
2009年3月20日、オスカー・チュークとWBF世界[ェザー級王座を賭け対戦し、12回3-0の判定勝ち。王座獲得に成功。
2009年9月25日、WBAIBF世界スーパーバンタム級スーパー王者セレスティーノ・カバジェロへの指名挑戦者を賭けキコ・マルチネス(スペイン)と対戦。積極的に打ってくるマルティネスを技巧に裁き3-0の判定勝ち。カバジェロへの挑戦権を獲得した。
2010年3月27日、カバジェロの王座剥奪により、空位になったIBF世界スーパーバンタム級王座を賭けスティーブ・モリターと2度目の対戦。今度はモリターを苦しめる場面を作るも、3-0の判定負け。またしても王座獲得ならず。
2010年9月1日、ジェフリー・マゼブラとIBF世界スーパーバンタム級王座の指名挑戦権を賭け対戦。長いリーチに苦しめながらも3-0の判定勝ち。モリターへの挑戦権を獲得した。
2011年3月26日、ヨハネスブルクにて、IBF世界スーパーバンタム級王者スティーブ・モリターと第3戦目を行い、終始ヌドロブがリードを奪い結果は3-0の大差判定勝ち。三度目の正直で念願の王座獲得に成功した。2001年6月23日にレーロホノロ・レドワバがマニー・パッキャオに敗れて陥落し終焉したビッグ3時代以来10年ぶりに南アフリカに栄光のスーパーバンタム級を取り戻した。
2011年10月1日、久々のアウェーでメキシコのリングに登場。ジョバンニ・カロと対戦。初回にヌドロブが4年振りのダウンを奪われたがその後は粘って巻き返し12回2-1(2者が114-113、113-114)の僅差判定勝ちを収めわずか1点差を守り抜き初防衛に成功した。
2012年3月24日、ジェフリー・マゼブラと2度目の対戦を行い、ほぼ互角に試合展開したものの12回2-1(112-116、115-113、111-117)の僅差判定負けを喫し2度目の防衛に失敗し王座から陥落した。
2012年10月27日、テキサス州エルパソにあるエルパソ郡コロシアムにて、IBF世界スーパーバンタム級4位アレハンドロ・ロペスとIBF世界スーパーバンタム級挑戦者決定戦を行い、12回0-3(2者が111-116、110-117)の判定負けを喫しIBF王座への挑戦権獲得に失敗した。
2013年3月23日、ジェフリー・マゼブラと3度目の対戦を行った。手の内が両者が知れる一戦で終始互角に試合を進めるもマゼブラの長いリーチに制圧された。12回0-3(3者とも112-116)の判定負けを喫し、3連敗となり同国人同士のIBFランカーサバイバルに失敗した。逆にマゼブラはIBFで1位になり、再度世界挑戦のチャンスを得た。
2013年9月21日、元IBF世界スーパーフェザー級王者ムゾンケ・ファナとWBAパンアフリカスーパーフェザー級王座決定戦を行った。序盤から徐々に体格差が目立つようになり、7回の減点が追い打ちをかけ4連敗となる12回0-3(111-116、112-117、108-118)の大差判定負けを喫し王座獲得に失敗した。
引退を発表していたが2014年10月25日、1年1ヶ月ぶりの復帰戦。ルワンディレ・ググシェとWBF世界フェザー級並びにWBAパンアフリカフェザー級王座決定戦を行い4回TKO勝ちを収め王座獲得に成功した。この試合で引退した。

## 獲得タイトル
- 南アフリカフェザー級王座
- IBO世界スーパーバンタム級王座
- WBF世界フェザー級王座
- 第16代IBF世界スーパーバンタム級王座（防衛1）
- WBAパンアフリカフェザー級王座